# Aj (faraon)
Aj je bil predzadnji faraon Osemnajste egipčanske dinastije, ki je vladal verjetno 1323–1319 pr. n. št.   ali 1327–1323 pr. n. št., odvisno od kronologije. Pred tem je bil svetovalec dveh, morda celo treh faraonov in siva eminenca med Tutankamonovim vladanjem.
Ajev priimek ali prestolno ime Keperkeperure pomeni "Večne so manifestacija Raja", njegovo rojstno ime Ay it-nečer  pa pomeni "Aj, oče boga". Zapisi in dokumenti, ki bi se lahko neposredno pripisali Aju, so redki, ne zaradi njegove kratke vladavine, ampak zaradi sitematične damnatio memoriae, ki so jo spodbudili Horemheb in njegovi nasledniki proti faraonom iz tako imenovanega amarnskega obdobja.

## Poreklo
Za Aja običajno velja, da je bil Egipčan iz Ahmima. Med svojim kratkim vladanjem je v Ahmimu zgradil v steno vsekano kapelo, posvečeno lokalnemu bogu Minu.
Aj je bil morda sin Juja, člana Minove duhovščine v Ahmimu in nadzornika mestnih čred, in njegove žene Tiuju. Če je to res, je bil po materi verjetno Sirijec, ker njeno ime ni egipčansko. Juja je bil vpliven plemič na dvoru Amenhotepa III., od katerega je prejel redek privilegij, da je lahko svojo grobnico zgradil v Dolini kraljev. Dobil ga je verjetno zato, ker je bil oče Amenhotepove glavne žene, kraljice Tije. Sorodstvo morda potrjuje podoben videz spomenikov, ki jih pripisujejo Aju, in tistega ob Tijini mumiji. Na vseh so podobna imena in naslovi.

## Amarnsko obdobje
Za Aja je zanesljivo znano samo to, da je med Ehnatonovim vladanjem dobil dovoljenje za gradnjo svoje grobnice v Dolini kraljev (južna grobnica 25) in naziv "Nadzornik vseh konj njegovega veličanstva", najvišji častniški položaj v diviziji bojnih voz egipčanske vojske, ki je bil tik pod položajem generala. Pred tem napredovanjem je bil poveljnik pehote in "navaden" nadzornik konj. Oba naziva so odkrili na delu pohištva iz njegove grobnice. V grobnici so odkrili tudi nazive "nosilec pahljače na faraonovi desni strani", "glavni vladarjev pisar" in "njegov ljubljenec in božji oče". Nosilec pahljače na faraonovi desni strani je bil pomemben dvorni položaj. Ajev najpogostejši naziv je bil "Božji oče", katerega je kasneje vgradil tudi v svoje prestolno ime.
V Ajevi grobnici so odkrili tudi Veliko hvalnico bogu Atonu, edinemu, ki so ga častili v amarskem obdobju.

## Tutankamon
Ajev predhodnik Tutankamon je prišel na prestol kot osem ali devet let star otrok v času velikih napetosti med novim enoboštvom in starim mnogoboštvom. Vladarske dolžnosti sta mu pomagala opravljati svetovalca veliki vezir Aj in general vojske Horemheb, predvsem Aj. Med Tutankamonovim devetletnim vladanjem so se začeli postopoma vračati stari bogovi, kar je hkrati pomenilo krepitev moči Amonovih svečenikov, ki so pod Enhatonom izgubili svoj vpliv.

## Faraon
Tutankamonova smrt pri 18. ali 19. letih in njegova napaka, da ni imenoval naslednika, sta povzročila praznino, ki jo je hitro zapolnil veliki vezir Aj. Na čem je temeljila njegova očitno uspešna zahteva po prevzemu oblasti, ni povsem jasno. Za "idnw" ali "namestnika gospoda dveh dežel" je Tutankamon imenoval svojega generala Horemheba, kar bi hkrati lahko pomenilo, da ga je imenoval tudi za svojega naslednika. Aj je Horemheba očitno izigral in svojo zahtevo legitimiral s Tutankamonovim pokopom in morda poroko s Tutankamonovo vdovo Ankesenamun.
Ker je bil ob prihodu na oblast že dokaj v letih, je vladal samo štiri leta. V tem času je obnovil mnogoboštvo in zgradil svoj pogrebni tempelj v Medinet Habu. Večino njegovih spomenikov in tempelj si je prisvojil ali uničil njegov naslednik Horemheb.

## Naslednik
Aj je za svojega naslednika imenoval Nahtmina. Njegov načrt je očitno spodletel in zadnji faraon Osemnajste dinastije je postal general Horemheb. Ajeve načrte potrjuje napis na pogrebnem kipu Nahtmina in njegove žene, na katerem ima naslova jrj-pꜥt  (kronski princ) in zꜣ-nzw (kraljev sin). Iz tega sledi, da je bil Nahtmin Ajev sin ali posvojenec.

## Zapuščina
Zgleda, da je njegov naslednik Horemheb sklenil odstraniti vse sledi Ehnatonovega enoboškega eksperimenta, v katere je spadalo tudi Ajevo ime. Oskrunil je njegovo grobnico, uničil večino Ajevih vladarskih kartuš na stenah grobnice WV23 in razbil njegov sarkofag. Pokrov sarkofaga je pod drobirjem Ajeve grobnice leta 1972 odkril ameriški egiptolog Otto Schaden.  Na njem se je ohranila Ajeva kartuša. Tempelj Medinet Habuju je Horemheb uporabil zase. Uvo Hölscher, ki je izkopaval tempelj, je odkril, da je Horemheb izbrisal Ajeve kartuše in jih zamenjal s svojimi, poslikav pa se ni dotaknil. Na pečatih in pokrovih vinskih vrčev v skladišču templja so bili pečati z napisom "vino iz Horemhebovega templja".